# 東因帕爾縣
東因帕爾縣（英語：Imphal East District）是印度東北部曼尼普爾邦的一個縣，面積710平方公里，2011年人口452,661，人口密度每平方公里638人，識字率為82.81%。
本縣由兩個不相連的地區組成。

## 外部連結
- Imphal East district website （页面存档备份，存于）